# Jelav
Jelav (cyr. Јелав) – wieś w Serbii, w okręgu maczwańskim, w mieście Loznica. W 2011 roku liczyła 854 mieszkańców.